# Desigualdad de Jensen

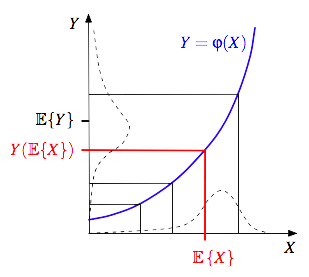
Una prueba gráfica de la desigualdad de Jensen.

En matemáticas, la desigualdad de Jensen para funciones convexas relaciona el valor que asigna a una integral con la integral de esa misma función permutando, por así decirlo, la función y la integral. Fue probada por el matemático danés Johan Jensen en 1906. Dada su generalidad, la desigualdad aparece en múltiples contextos. 

## Formulación
En su formulación más simple, la desigualdad es la siguiente: una transformación convexa de la media es menor o igual en valor que la media de una transformación convexa. Sin embargo, su formulación formal más general se expresa en el contexto de la teoría de la medida:
Sea (Ω, A, μ) un espacio de medida tal que μ(Ω) = 1. Si g es una función real μ-integrable y φ una función convexa en el eje real, entonces:

{\displaystyle \varphi \left(\int _{\Omega }g\,d\mu \right)\leq \int _{\Omega }\varphi \circ g\,d\mu .}

## Casos particulares

### Formulación finita
Dada una función convexa φ, números x1, x2, ..., xn en su dominio y pesos positivos ai se cumple que:

{\displaystyle \varphi \left({\frac {\sum a_{i}x_{i}}{\sum a_{i}}}\right)\leq {\frac {\sum a_{i}\varphi (x_{i})}{\sum a_{i}}}.}

En particular, si los pesos ai son todos iguales a 1, entonces

{\displaystyle \varphi \left({\frac {\sum x_{i}}{n}}\right)\leq {\frac {\sum \varphi (x_{i})}{n}}.}

Por ejemplo, como la función -log(x) es convexa, la desigualdad anterior puede concretarse en

{\displaystyle {\frac {x_{1}+x_{2}+\cdots +x_{n}}{n}}\geq {\sqrt[{n}]{x_{1}x_{2}\cdots x_{n}}}.}

### En análisis real
Si {\displaystyle a<b} son números reales y {\displaystyle f:[a,b]\to \mathbb {R} } es una función real integrable, entonces, reescalando, se puede aplicar la desigualdad de Jensen para obtener

{\displaystyle \varphi \left(\int _{a}^{b}f(x)\,dx\right)\leq \int _{a}^{b}\varphi ((b-a)f(x)){\frac {1}{b-a}}\,dx.}

Por otro lado, si f(x) es una función no negativa tal que

{\displaystyle \int _{-\infty }^{\infty }f(x)\,dx=1,}

g es una función real cualquiera y φ es una función convexa sobre el rango de g, entonces

{\displaystyle \varphi \left(\int _{-\infty }^{\infty }g(x)f(x)\,dx\right)\leq \int _{-\infty }^{\infty }\varphi (g(x))f(x)\,dx.}

En caso de que g sea la función identidad, se obtiene

{\displaystyle \varphi \left(\int _{-\infty }^{\infty }x\,f(x)\,dx\right)\leq \int _{-\infty }^{\infty }\varphi (x)\,f(x)\,dx.}

## Aplicaciones en casos especiales

### Formulación probabilística
La desigualdad de Jensen, usando la notación habitual en teoría de la probabilidad, puede reescribirse así:

(1){\displaystyle \varphi \left(\mathbb {E} \{X\}\right)\leq \mathbb {E} \{\varphi (X)\}.}

,
donde {\displaystyle \varphi } es una función convexa.

### Física estadística
La desigualdad de Jensen desempeña un papel importante en física estadística cuando la función convexa es la exponencial porque entonces

(1){\displaystyle e^{\langle X\rangle }\leq \left\langle e^{X}\right\rangle ,}

fórmula en la que los paréntesis angulares representan la esperanza respecto a la distribución de probabilidad de la variable aleatoria X.

### Teoría de la información
Si p(x) es la función de densidad correspondiente a una variable aleatoria X y q(x) es otra función de densidad, entonces, aplicando la desigualdad (1) a la variable aleatoria Y(X) = q(X)/p(X) y la función φ(y) = −log(y) se obtiene 

{\displaystyle \int p(x)\log {\frac {p(x)}{q(x)}}\,dx\geq -\log \int p(x){\frac {q(x)}{p(x)}}\,dx}

{\displaystyle \Rightarrow \int p(x)\log {\frac {p(x)}{q(x)}}\,dx\geq 0}

{\displaystyle \Rightarrow -\int p(x)\log q(x)\,dx\geq -\int p(x)\log p(x)\,dx,}

que es la llamada desigualdad de Gibbs y está relacionada con el hecho de que la longitud de los mensajes es mínima cuando se codifican en términos de la distribución verdadera y con el concepto de la divergencia de Kullback-Leibler.